# Phymatopterella ovatimacula
Phymatopterella ovatimacula är en tvåvingeart som beskrevs av Barnes 1990. Phymatopterella ovatimacula ingår i släktet Phymatopterella och familjen puckelflugor.
Artens utbredningsområde är Florida. Inga underarter finns listade i Catalogue of Life.